# Liéramont
Liéramont település Franciaországban, Somme megyében. Lakosainak száma 212 fő (2022. január 1.). Liéramont Aizecourt-le-Bas, Guyencourt-Saulcourt, Heudicourt, Longavesnes, Nurlu, Sorel és Templeux-la-Fosse községekkel határos.

## Népesség
A település népességének változása:
| Lakosok száma | 227  | 233  | 238  | 227  | 221  | 215  | 215  | 214  | 212  |
|               | 2013 | 2015 | 2016 | 2017 | 2018 | 2019 | 2020 | 2021 | 2022 |